# Brück
Brück là một đô thị thuộc huyện Potsdam-Mittelmark, bang Brandenburg, Đức. 